# Зарыпбеков, Эльдияр Толубекович
Эльдияр Толубекович (Тулубекович) Зарыпбеков (14 сентября 2001, Ростов-на-Дону, Россия) — российский и киргизский футболист, полузащитник. Игрок сборной Кыргызстана.

## Клубная карьера
Является воспитанником «Чайки» из Песчанокопского. В 2022 году на правах аренды перешёл в пятигорский «Машук-КМВ», за который дебютировал 6 марта 2022 года в выездном матче против новокубанского «Биолога», проведя на поле все 90 минут.

## Международная карьера
В марте 2023 года был вызван в Олимпийскую сборную Кыргызстана на турнир International Cup 2023 в Катаре. 4 октября 2023 года стало известно, что Зарыпбеков получил вызов в сборную Кыргызстана. На сборах провёл два матча. Дебютировал за сборную в матче против Бахрейна, потом сыграл против Филиппин, однако тот матч не был признан ФИФА. В ноябре 2023 года получил вызов в Олимпийскую сборную Кыргызстана на сбор в Бишкеке.